# 沃爾納特格羅夫鎮區 (北卡羅萊納州威爾克斯縣)
沃爾納特格羅夫鎮區（英語：Walnut Grove Township）是位於美國北卡羅萊納州威爾克斯縣的一個鎮區。

## 地方資料
沃爾納特格羅夫鎮區的面積為144.26平方千米，皆為陸地。根據2020年美國人口普查的數據，當地共有人口1043人，而人口密度為每平方千米7.23人。